# 조나쥐여우원숭이
조나쥐여우원숭이 또는 요나쥐여우원숭이(Microcebus jonahi)는 작은 영장류 종이다. 몸무게는 60g, 몸길이는 약 13cm, 꼬리 길이는 약 13cm이다. 쥐여우원숭이 중 25번째 종이며, 여우원숭이 중 108번째 종이기도 하다.

## 특징
조나쥐여우원숭이는 작은 귀와 여우원숭이 특유의 커다란 눈을 가지고 있으며, 눈 사이에는 뚜렷한 흰색 줄무늬가 있다. 짧고 빽빽한 털을 가지고 있으며, 배는 약간 노랗게 변한 흰색이고 등은 갈색이다. 몸무게는 60g이고 몸길이는 약 13cm이며, 꼬리 길이도 약 13cm이다.

## 분포
조나쥐여우원숭이는 마다가스카르 북동부, 특히 마나나라 국립공원에 서식한다. 마다가스카르의 영장류학자인 요나 라심바자피 박사의 이름을 따서 명명했다.

## 보존 상태
조나쥐여우원숭이가 발견되는 지역의 삼림 지대는 대규모 삼림 벌채를 겪고 있다. 마다가스카르 북동부의 삼림 면적은 1990년대 초 12,039km²에서 2018년 7,501km²로 감소했다. 한때 끝없이 펼쳐진 열대우림이었던 삼림은 이제 조각조각으로 줄어들었다. 이러한 삼림 벌채는 더욱 심화되어 쥐여우원숭이를 고립시키고, 먹이 접근성을 제한하며, 유전적 다양성을 감소시킬 것으로 예상된다.